# Royaume-Uni au Concours Eurovision de la chanson 1968
Le Royaume-Uni a participé au Concours Eurovision de la chanson 1968 à Londres, au Royaume-Uni. C'est la 11e participation du Royaume-Uni au Concours Eurovision de la chanson.
La chanson Congratulations chantée par Cliff Richard a été sélectionnée lors d'une finale nationale, dans l’émission A Song for Europe organisée par la BBC.

## A Song for Europe 1968
La finale a eu lieu le 5 mars 1968 et présenté par Cilla Black.

### Finale
- Diffusé sur BBC Television le 5 mars 1968

| Artiste                                          | Chanson                             | Place | Points* |
| ------------------------------------------------ | ----------------------------------- | ----- | ------- |
| Cliff Richard                                    | Wonderful World                     | 3     | 19,990  |
| Cliff Richard                                    | Do you Remember?                    | 6     | 4,200   |
| Cliff Richard                                    | High 'n' Dry                        | 2     | 30,500  |
| Cliff Richard                                    | The Sound of the Candyman's Trumpet | 4     | 11,200  |
| Cliff Richard                                    | Congratulations                     | 1     | 171,300 |
| Cliff Richard                                    | Little Rag Doll                     | 5     | 10,400  |
| Le tableau suit l'ordre de passage des chansons. |                                     |       |         |
| *Les points ont été seulement annoncés arrondis. |                                     |       |         |

Congratulations a remporté la finale nationale et a terminé deuxième du concours.

## À l'Eurovision
Le Royaume-Uni était le 12e pays lors de la soirée du concours, après l'Italie est avant la Norvège. À l'issue du vote, le Royaume-Uni a reçu 28 points, se classant 2e sur 17 pays. Il faudrait attendre jusqu'en 1978 pour que le Royaume-Uni ne termine pas dans la première moitié du tableau.

### Points attribués au Royaume-Uni
| 10 points | 9 points          | 8 points | 7 points                                     | 6 points                                   |
| --------- | ----------------- | -------- | -------------------------------------------- | ------------------------------------------ |
|           |                   |          |                                              |                                            |
| 5 points  | 4 points          | 3 points | 2 points                                     | 1 point                                    |
| - Monaco  | - Suisse - France | - Suède  | - Pays-Bas - Belgique - Finlande - Allemagne | - Portugal - Luxembourg - Italie - Irlande |

### Points attribués par le Royaume-Uni
| 5 points | Allemagne                  |
| 2 points | Suède                      |
| 1 point  | Belgique Luxembourg Monaco |